# Falsocleptometopus setiger
Falsocleptometopus setiger är en skalbaggsart som först beskrevs av Fauvel 1906.  Falsocleptometopus setiger ingår i släktet Falsocleptometopus och familjen långhorningar. Inga underarter finns listade i Catalogue of Life.